# Santino Quaranta
Santino Quaranta (født 14. oktober 1984 i Baltimore, Maryland) er en tidligee amerikansk fodboldspiller, der spillede som højre midtbane. Han har spillede for D.C. United det meste af sin karriere, dog med kortvarige ophold hos både Los Angeles Galaxy og New York Red Bulls. Med D.C. United vandt han i 2004 det amerikanske mesterskab.
Han havde meddelt i 2011 at han ville stoppe karrieren, men alligevel i 2012 spillede han i spillede han i en sæson hos indiske Bengal Tuskers Siliguri.

## Landshold
Quaranta spillede i sin tid som landsholdsspiller (2005-2009) at spille 15 kampe for USA's landshold, som han debuterede for 7. juli 2005 i et opgør mod Cuba. Han var en del af den amerikanske trup der vandt CONCACAF Gold Cup i 2005 og deltog også i samme turnering i 2009.

## Titler
Major League Soccer
- 2004 med D.C. United

CONCACAF Gold Cup
- 2005 med USA